# Dolby Digital EX

Zeichen für Dolby Digital EX auf DVD-Hüllen

Dolby Digital EX ist eine Erweiterung des Dolby-Digital-Mehrkanal-Tonsystems und wurde 1999 mit dem Film Star Wars: Episode I vorgestellt.
Zu den 5.1-Lautsprechern des Dolby-Digital-Systems kommt/kommen noch ein (6.1) oder zwei (7.1) Back-Surround-Kanal/Kanäle dazu, wiedergegeben über dementsprechend einen oder zwei Lautsprecher/n.
Das Signal dieses sechsten Kanals wird im Signal für den linken und rechten Surroundkanal eincodiert (das Signal entspricht hierbei allen Tönen, die im linken und rechten Surroundkanal identisch sind) und mit einem speziellen Dekoder entschlüsselt. Die Kodierung erfolgt, ähnlich wie bei der Matrixcodierung des analogen Dolby Pro Logic, über Phasencodierung. Dadurch wird eine Abwärtskompatibilität zu Dolby Digital 5.1 gewährleistet.
Die Kinovariante arbeitet nach dem gleichen Prinzip und wird unter der Bezeichnung „Dolby Digital Surround EX“ geführt.
Im Heimkino ergibt eine 6.1-Anordnung nur dann Sinn, wenn ein sehr großer Abstand zwischen dem linken und rechten Surround Kanal besteht. Andernfalls reicht die Wiedergabe des siebten Kanals (Center Surround) über die 5.1-Anordnung, wobei ein Phantom Surround Center über die beiden Surround-Lautsprecher gebildet wird.